# Yumiko Mochimaru
Yumiko Mochimaru (Sagamihara, 16 settembre 1992) è un'ex pallavolista giapponese.
Giocava nel ruolo di schiacciatrice.

## Carriera
La carriera di Yumiko Mochimaru inizia a livello scolastico, con la squadra del Hachioji Jissen, dove gioca dal 2008 al 2011. Diventa professionista nella stagione 2011-12, quando debutta in V.Premier League con le Pioneer Red Wings, club nel quale gioca per tre annate. In seguito alla chiusura del club, si ritira al termine del campionato 2013-14.